# Gustav Thomassen
Gustav Thomassen (Bergen, 16 de febrero de 1862 - Oslo, 6 de mayo de 1929) fue un actor de teatro y director teatral noruego.

## Biografía
Thomassen nació en Bergen, Noruega. Fue hijo de Salmaker Osmund Thomassen (1816-1892) y Caroline Olava Thomine Eckhoff (1828-1871). Debutó en el escenario en 1881 en Den Nationale Scene en Bergen. Trabajó en Den Nationale Scene hasta 1905 y se desempeñó como director de teatro desde 1900 hasta 1905.
Desde 1905 hasta 1929 trabajó como actor e instructor en el Nationaltheatret en Oslo. Fue conocido por su papel principal en la comedia de cuatro actos "Jan Herwitz. Gamle Bergensbilleder", escrita por Hans Wiers-Jenssen en 1913. De 1916 a 1923 trabajó como director. Su principal esfuerzo en el Nationaltheatret fue la puesta en escena de comedias de Ludvig Holberg, especialmente "Jeppe på bjerget" (1722), "Den Stundesløse" (1723), "Erasmus Montanus" (1722) y "Barselstuen" (1723).